# Eisenbahn-Signalordnung 1959
Die deutsche Eisenbahn-Signalordnung 1959 (ESO 1959) ist eine Rechtsverordnung, durch die in Deutschland die Bedeutung der Eisenbahnsignale geregelt wird.
Am 4. Januar 1875 wurde eine erste einheitliche Signalordnung der Eisenbahnen Deutschlands erlassen. Die erste Eisenbahn-Signalordnung vom 24. Juni 1907 (RGBl. S. 377) trat an die Stelle der bis dahin geltenden, letzten Fassung der „Signalordnung für die Eisenbahnen Deutschlands“ vom 5. Juli 1892 (RGBl. S. 733) und wurde im Laufe der Zeit mehrfach an die Erfordernisse angepasst; so am 12. März 1910 (RGBl. S. 515), am 16. September 1923 (RGBl. II S. 372), am 17. Februar 1930 (RGBl. II S. 27) und am 28. Dezember 1934 (RGBl. 1935 II S. 67).
Die aktuelle Fassung wurde auf Grund des § 3 Absatz 1 des Allgemeinen Eisenbahngesetzes vom Bundesminister für Verkehr am 7. Oktober 1959 erlassen und mit der Veröffentlichung im BGBl. II S. 1021 zum 15. Dezember 1959 in Kraft gesetzt. Geändert wurde sie mit der dritten Verordnung vom 8. November 1995, die ab dem 18. Dezember 1995 (BGBl. I S. 1509) galt; zuletzt ist sie durch Art. 498 der Verordnung vom 31. Oktober 2006 (BGBl. I S. 2407) geändert worden.
Ebenso dient die „Zusammenstellung der Bestimmungen der Eisenbahn-Signalordnung 1959 (ESO 1959)“, aufgestellt vom Eisenbahn-Bundesamt, Referat 34, Stand: 18. September 2015, als Hilfsmittel.
Die Eisenbahn-Signalordnung 1959 gilt für die Eisenbahnen des öffentlichen Verkehrs auf dem Gebiet der Bundesrepublik Deutschland. Sie ist verbindlich für die Eisenbahnen des öffentlichen Eisenbahnverkehrs in der Bundesrepublik Deutschland und schreibt das Aussehen und die Anwendung der hier verwendeten Eisenbahnsignale vor.
Das von der DB InfraGO AG herausgegebene gemeinsame Signalbuch für die Deutsche Bahn enthält die teilweise unterschiedlichen Signale der beiden bis 1993 getrennten deutschen Bahnen Deutsche Bundesbahn und Deutsche Reichsbahn. Im Signalbuch ist seit dem 14. Dezember 2008 entgegen der bisher üblichen Praxis der Originaltext der Eisenbahn-Signalordnung und die Ausführungsbestimmungen der beiden früheren Staatsbahnen dazu nicht mehr enthalten. Das Signalbuch beinhaltet die für den Fahrzeugführer relevanten Informationen, unabhängig von ihrer Herkunft. Die Abbildungen der Signale im Signalbuch dienen nur der Erläuterung; verbindlich für deren Aussehen ist allein die Beschreibung.